# The Passenger (chanson)
Pour les articles homonymes, voir The Passenger.
Pistes de Lust for Life
Some Weird Sin Tonight
The Passenger est une chanson d'Iggy Pop parue sur l'album Lust for Life, en 1977. Elle est également sortie sur le seul single tiré de l'album, en face B de Success.
Ces paroles, prétendument écrites par Iggy Pop à bord du S-Bahn berlinois, ont été interprétées comme une représentation de l'esprit nomade du paria punk. Sa musique est du guitariste Ricky Gardiner. La chanson est immédiatement reconnaissable par son riff caractéristique, ainsi que par ses chœurs de « la-la » répétés, auxquels contribua David Bowie.
En 1998, la chanson est ressortie en single au Royaume-Uni après avoir servi dans une publicité pour Toyota ; elle se classa vingt-deuxième.

## Utilisation dans d'autres œuvres

### Utilisation dans des films
- 23 (1999).
- Barbecue (2014).
- War Dogs (2016).
- Dans la deuxième bande originale (verte) du film Trainspotting de Danny Boyle, mais pas dans le film.
- Leto (2018)

### Utilisation dans des séries télévisées
- Dans Toad's Wild Ride (épisode 7 de la saison 5) de Sons of Anarchy, à la fin de l'épisode.
- The name of the Game (épisode 1 de la saison 1) de The Boys.
- La plus grosse pelote de ficelle du monde (épisode 2 de la saison 3) de The Umbrella Academy, au début de l'épisode.

## Reprises
Elle a notamment été reprise par le groupe Siouxsie and the Banshees sur son album Through the Looking Glass (1987).  En 2024, Siouxsie enregistre en duo avec Iggy Pop une version de The Passenger qui sert à illustrer une campagne publicitaire pour les glaces Magnum,,.
Rodolphe Burger, le chanteur de Kat Onoma, a également repris cette chanson dans son album solo Cheval-Mouvement sorti en 1993.
Elle fait également l'objet d'une reprise par Michael Hutchence dans la bande originale du film Batman forever. 
En 2010, The Jolly Boys reprend le titre dans une version mento.  
En 2020, elle est samplée et reprise par les Djs LUM!X, Gabry Ponte et MOKABY & D.T.E avec le titre The Passenger (LaLaLa) sous le label Spinnin' Records.
En 2021, elle est reprise par David Hasselhoff sous le titre The Passenger faisant partie de son album Party Your Hasselhoff.Elle est aussi reprise par Emilie Autumn pour un single.

## Source
- (en) Cet article est partiellement ou en totalité issu de l’article de Wikipédia en anglais intitulé « The Passenger (song) » (voir la liste des auteurs).